# خاکروبه (فیلم)
خاکروبه (به انگلیسی: Dust Bunny) یک فیلم ترسناک و دلهره‌آور آمریکایی آماده اکران به نویسندگی و کارگردانی برایان فولر با بازی مس میکلسن، سیگورنی ویور و دیوید دستمالچیان است.
داستان این فیلم دربارهٔ دختری هشت ساله است که از همسایه خود برای کشتن هیولای زیر تختش که خانواده‌اش را خورده کمک می‌خواهد.

## تولید
فیلمبرداری در ژوئن ۲۰۲۳ در بوداپست آغاز شد.